# Ha egy férfi igazán szeret (album)
A Ha egy férfi igazán szeret Kasza Tibor a Crystal együttes tagjának első szólóalbuma.
Kasza Tibor, két Crystal lemez megjelenése között adta ki első szólóalbumát, amelyen eltávolodik a Crystal-tól megszokott hangulat- és dallamvilágtól. A lemezen romantikus, érzelmes hangulatú, többségében klasszikus zenekarra, vonósokra és billentyűsökre írt dalok találhatóak. Számos duett hallható az albumon többek között Dósa Matyival közösen előadott egykori Kovács Kati-dal, az örök szépségű, az édesanyáknak szóló Úgy szeretném meghálálni, a Szinetár Dórával közös Nézz rám Istenem (amelyet The Prayer címen Andrea Bocelli énekelt el Céline Dionnal duettben, 1996-ban) és a Bereczki Zoltánnal közösen előadott Queen-dal, a Who Wants to Live Forever (amelynek érdekessége, hogy eredetileg nem duettnek készült). Továbbá közreműködik még az albumon Havasi Balázs, aki több helyen zongorázik, kiemelten pedig a Heaven Only Knows című dalban, amely Tibor saját angol nyelvű dala. Kasza Tibor testvére Gábor is segített az album elkészítésében mint hangmérnök és mint zongorista. A lemez végén még szerepel az Akarod-e mondd nagyzenekari instrumentális változata, illetve a Who Wants to Live Forever karaoke változata,

## Az album dalai
1. Love Story
2. Akarod-e mondd?
3. Úgy szeretném meghálálni (duett Dósa Matyival)
4. Hosszú az út
5. Örökölt szerelem
6. Nézz rám Istenem (The Prayer) (duett Szinetár Dórával)
7. Valahol
8. Pár lépés a végtelen
9. Heaven only knows (feat. Havasi Balázs zongoraművész)
10. Who wants to live forever (Queen) (duett Bereczki Zoltánnal)
11. Akarod-e mondd? (orchestral version)
12. Who wants to live forever (Queen – karaoke)

## Közreműködők
- Bereczki Zoltán
- Szinetár Dóra
- Dósa Mátyás
- Havasi Balázs